# Artemis Fowl
Pour les articles homonymes, voir Artémis (homonymie).
Cet article concerne la série littéraire. Pour le personnage principal de cette série, voir Artemis Fowl (personnage). Pour le premier tome de cette série, voir Artemis Fowl (roman).
 (mai 2013).
Si vous disposez d'ouvrages ou d'articles de référence ou si vous connaissez des sites web de qualité traitant du thème abordé ici, merci de compléter l'article en donnant les références utiles à sa vérifiabilité et en les liant à la section « Notes et références ».
Artemis Fowl est une série de romans écrite par Eoin Colfer. 

## Ouvrages

### SérieArtemis Fowl
1. Artemis Fowl, Gallimard Jeunesse, 2001 ((en) Artemis Fowl, 2001)
2. Mission polaire, Gallimard Jeunesse, 2002 ((en) The Arctic Incident, 2002)
3. Code éternité, Gallimard Jeunesse, 2003 ((en) The Eternity Code, 2003)
4. Opération Opale, Gallimard Jeunesse, 2006 ((en) The Opal Deception, 2005)
5. Colonie perdue, Gallimard Jeunesse, 2007 ((en) The Lost Colony, 2006)
6. Le Paradoxe du temps, Gallimard Jeunesse, 2009 ((en) The Time Paradox, 2008)
7. Le Complexe d'Atlantis, Gallimard Jeunesse, 2011 ((en) The Atlantis Complex, 2010)
8. Le Dernier Gardien, Gallimard Jeunesse, 2013 ((en) The Last Guardian, 2012)

Et en parallèle :
- Le Dossier Artemis Fowl (originellement écrit et publié entre les volumes 3 et 4, il contient notamment deux nouvelles et la présentation de l'antagoniste d'un volume ultérieur)
- Artemis Fowl : La bande dessinée : quatre tomes parus en langue anglaise ; seul le premier a bénéficié d'une version française.

### SérieLes Jumeaux Fowl
1. Le génie du crime reste dans la famille, Gallimard Jeunesse, 2020 ((en) The Fowl Twins, 2019)
2. Leurs ennemis vont le regretter, Gallimard Jeunesse, 2022 ((en) Deny All Charges, 2020)
3. Rien ne les arrêtera, Gallimard Jeunesse, 2023 ((en) Get What They Deserve, 2021)

## Résumé
Artemis Fowl a 12 ans dans le premier tome. C'est un génie qui met ses talents au service du crime : son père, disparu depuis deux ans lors du naufrage du navire "Fowl Star" dans la baie de Kola en Russie, était un personnage important dans le milieu de la pègre internationale. Artemis, à la recherche d'un filon peu utilisé pour amasser de l'argent, découvre l'existence, jusque-là tenue secrète, du Peuple des Fées. Il se doutait de leur existence et a réussi à obtenir leur livre. Pour parvenir à ses fins, il s'échine à décrypter le Livre du Peuple des Fées, écrit en langue étrangère (le gnomique), afin de découvrir le moyen de leur extorquer le fameux or des fées. Il n'hésite pas un instant à prendre en otage la première fée qu'il rencontre, Holly Short, première capitaine féminine des FAR (Forces armées de régulation – devenu par la suite FARfadet : Forces armées de régulation et fées aériennes de détection), et elfe des plus coriaces. Le jeune garçon, jouant sans cesse de son incroyable intelligence alliée à la force et la science des armes de son garde du corps Butler, changera peu à peu au contact des fées. Il mûrira au fil des aventures qu'il connaîtra aux côtés de Holly Short avec qui il se créera une grande amitié, du centaure Foaly et de divers autres personnages hauts en couleur (tel que le commandant Julius Root). Il devra aussi affronter de terribles dangers jusqu'à risquer sa vie (tomes 2, 3, 4, 5, 6, 7 et 8)...

## Personnages principaux
- Artemis Fowl est un jeune garçon irlandais (de douze ans au premier tome, de quinze au cinquième) doté d'une intelligence hors du commun. Il a écrit, du haut de ses quelques années, de nombreux livres et articles sur la psychologie, la physique, et autres, sous divers pseudonymes. Il est le personnage principal de l'histoire.
- Holly Short, elfe de quatre-vingts ans, première elfe féminine à atteindre le rang de capitaine chez les FAR, elle est l'arrière-petite-fille de Cupidon, elle mesure 1,19 m, juste 1 cm en dessous de la moyenne des fées.
- Domovoï Butler est le garde du corps de type eurasien d'Artemis Fowl II. Il est l'un des trois hommes les plus forts de la planète, sait manier tous types d'armes, et possède une stratégie de combat pouvant être soumise à toutes épreuves. Il vieillira de 15 ans à la suite d'une guérison qui aura mal tourné .
- Foaly est un centaure paranoïaque doté d'une connaissance technologique bien au-dessus de la normale. Il tient le poste de consultant technique des FAR et plus tard de la section huit. Il est, entre autres, connu pour le chapeau d'aluminium qu'il porte sur la tête en permanence afin d'empêcher les "Etres de Boue" (humains dans le langage des Fées) de lire dans ses pensées. Il est le rival d'Opale Koboï pour avoir gagné le prix de science quand ils étaient étudiants . Il se mariera avec une centaure nommée Caballine .
- Mulch Diggums est un nain kleptomane qui, malgré son penchant égoïste et son attirance vers l'or et sa propre personne, se révèlera être un précieux allié durant le combat opposant les FAR à Artemis Fowl, puis de ces deux protagonistes contre Opale Koboï, Jon Spiro et bien d'autres.
- Julius Root est un elfe occupant le rang de commandant des FAR, grand ami et mentor d'Holly Short à partir de la fin du premier tome lorsque celle-ci est enlevée par Artémis. Il est célèbre pour ses fameux et répugnants cigares au champignon, et pour la teinte violacée qu'il prend lorsqu'il est en colère, ceci de façon quasi permanente. Il meurt au début du tome 4, tué par Opale Koboï.
- Opale Koboï est une fée lutine mégalomane et génie du crime. Elle adore les truffes aux chocolats et possède un QI de 300 points. Elle a longtemps fourni en armes les FARfadets jusque dans le tome 2, Mission polaire, ou elle va déclencher l'insurrection des gobelins contre les forces armées. Depuis lors, elle sert le mal et sera la pire ennemie d'Artemis et de Holly, qui deviendront amis.
- Juliet Butler, petite sœur de Domovoï Butler, type eurasien. Elle est fan de lutte, « un passe-temps peu fréquent chez une jeune fille ». Sur les rings de catch, elle se fait appeler Princesse de jade car au bout de sa longue chevelure blonde se trouve un anneau de jade, une de ses armes secrètes sur le ring.

## Personnages secondaires
- Turnball Root, frère de Julius Root, apparaît dans le tome 7, envoyé en prison par son frère et les FARfadets. Il prend sa revanche dans le 7e tome.
- Angeline Fowl, mère d'Artemis, tombe gravement malade dans le tome 6.
- Artemis Fowl Senior, père d'Artemis disparu et enlevé par la mafia russe. Artemis le sauve de la mafia avec l'aide des fées dans le 2e tome. Il lui manque une jambe, mais il a à la place une prothèse bio-organique.
- Briar Cudgeon, commandant des FAR durant leur défaite aux mains d'Artemis durant le 1er roman, principal allié d'Opale Koboï dans le 2e roman. Meurt dans le deuxième tome.
- Baroud Kelp, capitaine des FAR. On apprend qu'il est devenu le Major Kelp dans le 4e tome, puis le Commandant Kelp en remplacement à Ark Sool dans le 6e tome et Commandant Suprême Kelp après la mort de Raine Vinyaya dans le 7e tome.
- Minerva Paradizo, première apparition dans le 5e tome, génie française qui deviendra l'amie d'Artemis Fowl après avoir été sa « concurrente » lorsqu'elle a appris l'existence du peuple des Fées et a tenté de prouver l'existence des démons de Hybras et d'un tunnel temporel. Elle et Artemis ont une relation étrange. Elle n'apparaitra plus dans les autres tomes.
- Doudadais (félutin), première apparition dans le tome 5. Trafiquant de poisson qui devient par la suite associé de Mulch Diggums.
- Diablotin No1, puissant démon sorcier faisant son apparition dans le 5e tome et aide aussi Artémis dans ses aventures dans les 6e et 7e tome.
- Grub Kelp, petit frère de Baroud, apparaissant dans les quatre premiers tomes de la série.
- Qwan, démon sorcier, apparaît dans le tome 5, il a élaboré le sortilège d'Hybras avec l'assemblée des démons sorciers (dont Qweffor fait partie).
- Qweffor, démon sorcier, il est piégé dans le corps de Léon Abbot.
- Léon Abbot, démon, chef de Hybras, a absorbé la magie de Qweffor pour posséder les pouvoirs des démons sorciers.
- Les jumeaux Beckett Fowl et Myles Fowl : jeunes frères d'Artemis Fowl II (6e tome).
- Le Dr. Kronski, président d'une organisation appelée les "Extinctionnistes" (6e tome).
- Raine Vinyaya, un elfe occupant le rang de commandant de la Section Huit et siégeant au Grand Conseil. Tuée dans le tome 7 par Turnball Root.
- Thibyson, un agent des FAR chargé de garder Turnball Root. Il devint par la suite le complice de celui-ci.
- Ark Sool, un gnome qui fut momentanément commandant des FARfadets.

## Apparitions

### Humain
- Mocassin (de son vrai nom Aloysus Mac Guire) travaille pour Carla Frazzeti, et notamment pour Jon Spiro. Il s'offre un tatouage à chaque victime.
- Juan Soto, chef de la sécurité chez les Paradizo.
- Gaspard Paradizo, père de Minerva Paradizo.
- Beau Paradizo, fils de Gaspard Paradizo et frère de Minerva Paradizo, affectionne particulièrement le chocolat.
- Eric Lee, frère de Billy Kong, a été tué lors d'une bagarre entre gangs de rue.
- Billy Kong (Jonah Lee), employé des Paradizo cherchant à se venger des démons.
- Xuan N'Guyen, malfaiteur, hors-la-loi, asiatique.
- Britva, malfaiteur russe, agent de la mafia.
- Docteur Po, psychologue scolaire au Collège où Artemis suit ses cours. Il essaiera, sans succès total, de cerner la pensée d'Artemis.
- John Spiro, PDG de Fission Chips, américain (personnage secondaire, il apparaît seulement dans le 3etome. Il tente alors de voler le Cube C, fabriqué par Artemis à partir de la technologie des fées.
- Mikhael Vassikin, agent de la mafia russe.
- Arno Blunt, garde du corps de John Spiro, néo-zélandais. Il tire une balle sur Butler, causant presque sa mort.
- Mme Ko, maîtresse des arts martiaux, elle a formé Domovoï Butler et sa sœur Juliet notamment.
- Pex et Chips, gros bras particulièrement stupides de Arno Blunt.
- Carla Frazzetti, filleule du parrain de la mafia de Chicago, est l'émissaire de celui-ci avec John Spiro.
- Burton Tache-d'encre, tatoueur officiel de la mafia de Chicago, dont Mocassin.
- Giovanni Zito, Écologiste Sicilien, lance une sonde terrestre, manipulé par Opale Koboï qui le persuade qu'elle est sa fille en usant de mesmer.
- Luc Carrère, Détective qui s'occupe de l'approvisionnement en piles des Gobelins dans le tome 2, sous l'emprise du mesmer de Briar Cudgeon.
- Leonor Root, marié à Turnball Root (sous l'emprise des runes de Turnball)
- Orion, qui est en fait la deuxième personnalité d'Artemis (complexe d'Atlantis phase 1 et 2) et qui est associé à son ennemi dans la mythologie grecque.

### Fée
- Ark Sool, nouveau chef des FAR dans le quatrième tome, renvoyé dans le 5e.
- Frères Brill (Mervall et Descant, surnommés Merv et Scant), jumeaux fées lutins ; serviteurs d'Opale Koboï.
- Chix Verbil, lutin charmeur, ami du capitaine Holly Short.
- Grub Kelp, caporal au service des FAR, frère de Baroud Kelp.
- Dr Argon et Dr Cumulus, psychanalystes travaillants pour les FAR lors du siège du manoir Fowl. Le Dr Argon est, dans l'histoire, l'auteur du "rapport" que constituerait le tome 1.
- Cahartez, dirigeant du Grand Conseil.
- Scalène, un des chefs de la triade Gobelins lors de la révolution.
- Laglaire, un des chefs de la triade Gobelins lors de la révolution.
- Phélumb, un des chefs de la triade Gobelins lors de la révolution.
- Thibyson, un elfe atlante contrôlé par Turnball Root via des runes de magie noire.
- Unix B'lob, un lutin, bras droit de Turnball Root.
- Bobb, un nain au service de Turnball Root.

## Traductions
L'œuvre a été traduite en français par Jean-François Ménard (tomes 1 à 5 et 7 et 8), par Jean Esch (tome 6), et par Julien Ramel (Le Dossier Artemis Fowl). Jean-François Ménard a pris la décision de traduire le juron féérique « D'Arvit », pourtant décrit par l'auteur comme « intraduisible car il se ferait censurer », en « Nom de nom ». Dans leurs traductions respectives, Jean Esch et Julien Ramel ont quant à eux conservé ce mot propre à la série.

## Livre audio
Si la série est disponible en audio dans les pays anglophones, il est intéressant de noter que le premier volume a été adapté et lu pour le public francophone, aux éditions Gallimard, avec beaucoup plus de moyens : Le texte, légèrement abrégé, est lu par Jean-Paul Bordes (le narrateur), Thomas Rivière (Artemis Fowl), avec Jacqueline Danno, Nicolas Briançon, Anne-Marie Joubert, Nathalie Kanoui, Laëtitia Godès, Emmanuel Lemire, Joseph Chanet, Martial Le Minoux et Philippe Siboulet. Le texte est rehaussé de musique et d'effets sonores.

## Adaptation au cinéma
En 2001, des plans d'adaptation cinématographique ont été annoncés. Miramax Films était chargé d'acheter les droits d'auteur, et Lawrence Guterman était supposé être le réalisateur. En 2003, Eoin Colfer a dévoilé qu'il participait à l'écriture du film. Ce dernier est resté en développement jusqu'en 2011, lorsqu'il a été annoncé que Jim Sheridan était intéressé pour réaliser le film,.
Le 29 juillet 2013, Walt Disney Pictures annonce qu'un film reprenant les deux premiers tomes sera produit par Walt Disney Pictures ainsi que Harvey Weinstein, a comme scénariste Michael Goldenberg (Peter Pan, Harry Potter et l'Ordre du Phénix) et Robert De Niro et Jane Rosenthal en tant que producteurs délégués.
Le 15 mars 2018, la production du film débute et la distribution est confirmée.
Le film devait initialement sortir en salles aux États-Unis le 9 aout 2019. En mai 2019, il est annoncé que la sortie aura lieu en mai 2020. En avril 2020, à la suite de la pandémie de Covid-19, il est annoncé que le film ne sortira finalement pas en salles mais sera publié sur la plateforme Disney+ le 12 juin 2020.